# Rio Monreal
O rio Monreal é um rio que escorre por Castela-Mancha, Espanha, mais especificamente pela província de Cuenca. Pertence à bacia do rio Guadiana e é a principal afluente do rio Saona, afluente a sua vez do Záncara.

## Situação geográfica
- Fonte de origem: Lugar da Salcedilla, termo municipal de Tresjuncos, a 837 m de altitude.
- Desembocadura: Rio Saona, termo municipal do Pedernoso, a 706 m de altitude.
- Comprimento: 31,90 quilómetros
- Localidades que atravessa: Ursa da Vega
- Afluentes principais: Arroio do Salobral
- Regime fluvial: Tem um volume muito escasso, passando sobretudo em seu trecho final todo o ano completamente seco.

O rio Monreal deve seu nome a Monreal del Llano, município em cujo termo, e ao lado do rio, se encontra o jazigo iberorromano da Torrecilla, que foi precisamente a origem do povo de Monreal. No entanto, desde seu nascimento e até as cercanias de Ursa da Vega, o rio é chamado Rio do Toconar, devido a um lugar chamado assim nas cercanias de seu nascimento em Tresjuncos.
Trata-se de um rio profundamente humanizado desde seu nascimento, e seu fértil vega é aproveitada para usos agrícolas. Assim, a vegetação de ribeira é quase inexistente, e mais nos últimos anos nos que o rio não corre por seus últimos quilómetros de percurso.